# Willa miejska przy ul. Wieniawskiego 21/23 w Poznaniu
Willa miejska przy ul. Wieniawskiego 21/23 w Poznaniu – zabytkowa willa miejska usytuowana przy ul. Henryka Wieniawskiego (niem. Königsring), od 1919 obowiązywała nazwa ul. Wały Wazów, na obszarze Centrum Poznania.

## Opis
Wybudowana w 1910 w stylu architektury secesyjnej. Wyróżnia ją bogata ornamentyka roślinna. Pierwszym właścicielem willi był Apolinary Jan Michalik, twórca znanej kawiarni Jama Michalika, która działała w Krakowie. Była miejscem spotkań bohemy krakowskiej. Gościli tutaj aktor i reżyser Ludwik Solski, aktorka Maria Malicka, malarz Kamil Mackiewicz. W willi gościły także osoby tworzące kabaret „Zielony Balonik”: Teofil Trzciński, Witold Noskowski, Karol Frycz oraz Ludwik Puget. Apolinary Jan Michalik zmarł w maju 1926. Następnie willę sprzedano Bogdanowi Leitgeberowi.
Przez kilkadziesiąt lat mieściły się w willi mieszkania komunalne. Od 2010 obiekt jest niewykorzystywany. Od stycznia 2015 właścicielem willi jest Instytut Chemii Bioorganicznej PAN. Ma w niej powstać Centrum Innowacyjności i Edukacji Społecznej IChB PAN. Działalność naukową ma prowadzić Centrum Archeogenomiki oraz Europejskie Centrum Bioinformatyki i Genomiki, a także przyszłe Centrum Biomedycyny Systemowej. Przeznaczono również miejsce na inkubator przedsiębiorczości. 

## Pensjonat
W latach 1919–1934 w willi mieścił się ekskluzywny pensjonat. Założycielem pensjonatu był Apolinary Jan Michalik, który na przełomie lat 1918–1919 przeniósł się wraz z drugą żoną z Krakowa do Poznania. Ściany pensjonatu ozdobione były obrazami, karykaturami i rysunkami dawniej wiszącymi w krakowskiej kawiarni. Wśród gości pensjonatu byli m.in. Ludwik Solski, Stefan Jaracz i Józef Węgrzyn, co wiązało się z bezpośrednią bliskością Teatru Wielkiego.